# Kathryn Morris
Kathryn Morris (ur. 28 stycznia 1969 w Cincinnati) – amerykańska aktorka.
Kathryn Morris dorastała wraz z szóstką rodzeństwa w Windsor Locks w stanie Connecticut. Jej rodzina bardzo dużo podróżowała po Stanach Zjednoczonych występując chórze gospel o nazwie Morris Code. Rodzina spędzała czas w Teksasie, Connecticut, w stanie Nowy Jork. Kathryn Morris z aktorstwem zetknęła się po raz pierwszy grając w szkolnych przedstawieniach, co zaowocowało wyborem jej przyszłego zawodu. Jednak zanim jej marzenia się spełniły, podejmowała się różnych prac, m.in. była kelnerką. Na początku lat 90. XX wieku studiowała w Temple University w Filadelfii w stanie Pensylwania.
Przełomowym momentem w jej karierze zawodowej był rok 1991 kiedy to otrzymała rolę w filmie telewizyjnym Długa droga do domu, w tym samym roku nastąpił jej debiut na ekranie w filmie Miłość w rytmie rap. Kathryn pojawiała się w wielu filmach telewizyjnych takich jak Wdowa po konfederacie mówi wszystko oraz w thrillerach: Łowca snów (1995), Armia Boga II (1998). W 1997 dołączyła do obsady serialu Baza Pensacola. Można ją było również zobaczyć w serialu Xena: Wojownicza księżniczka. Kolejne kroki w karierze zawodowej to m.in. thriller wojenny Determinacja (2000), A.I. Sztuczna inteligencja, Raport mniejszości (2002), Zapłata (2003).
Prawdziwą popularność przyniosła jej jednak dopiero główna rola w serialu Dowody zbrodni (2003), w którym wciela się w detektyw Lilly Rush. Od tej pory zaczęła grać większe role w popularnych produkcjach filmowych, np. w thrillerze Łowcy umysłów (2004).

## Filmografia
- 1991: Długa droga do domu (Long Road Home) jako Billy Jo Robertson
- 1991: Miłość w rytmie rap (Cool as Ice) jako Jen
- 1994: Śmierć cheerleaderki (A Friend to Die For) jako Monica
- 1994: Wdowa po konfederacie mówi wszystko (Oldest Living Confederate Widow Tells All) jako Zundro
- 1994: Historia Dennisa Byrda (Rise and Walk: The Dennis Byrd Story) jako Angela
- 1995: Łowca Snów (Sleepstalker) jako Megan
- 1995: Family Values jako Borgyork Grumm
- 1995: Projekt Kronos (W.E.I.R.D. World) jako Lucy
- 1996: The Prince jako Emily
- 1997: Lepiej być nie może (As Good As It Gets) jako pacjentka u psychiatry
- 1998: Armia Boga II (The Prophecy II) jako zaniepokojona matka
- 1998: Inferno jako Ryan Tibbet
- 1999: Kto sieje wiatr (Inherit the wind) jako Rachel Brown
- 1999: Determinacja (Deterrence) jako Lizzie Woods
- 2000: Napisała: Morderstwo (Murder, She Wrote) jako Patricia Williams
- 2000: Piekielny rój (Hell Swarm) jako Allie
- 2000: Ukryta prawda (The Contender) jako agent Paige Willomina
- 2001: I nigdy nie pozwolić jej odejść (And Never Let Her Go) jako Anne Marie Fahey
- 2001: Życiowa rola (Role of a Lifetime) jako Chelsea
- 2001: A.I. Sztuczna inteligencja (Artificial Intelligence: AI) jako nastoletnia kochanka
- 2001: Ostatni bastion (The Lact Castle) jako śledcza DOD (sceny usunięte)
- 2002: Raport mniejszości (Minority Report) jako Lara Anderton
- 2002: The Hire: Hostage jako Linda Delacroix (zakładnik)
- 2003: Zapłata (Paycheck) jako Rita Dunne
- 2004: Łowcy umysłów (Mindhunters) jako Sarah Moore
- 2007: Wskrzeszenie mistrza (Resurrecting the Champ) jako Joyce
- 2008: Szkoła zgorszenia (Assassination of a High School President) jako siostra Platt
- 2011: Szalone mamuśki (Cougars Inc.) jako Alison
- 2011: Moneyball jako żona Billy’ego (sceny usunięte)
- 2012: Sunday’s Mother jako Gillian
- 2013: The Sweeter Side of Life jako Desiree Harper
- 2014: 2 Br/1 Ba jako Olivia Morgan

Seriale:
- 1996: Jedwabne pończoszki (Silk Stalkings) jako Judith Millay
- 1996: Z pierwszej strony (Ink) jako kobieta
- 1997: Mroczne dziedzictwo (Poltergeist: The Legacy) jako Laura Davis
- 1997–1998: Baza Pensacola (Pensacola: Wings of Gold) jako porucznik Annalisa „Stinger” Lindstrom
- 1998–1999: Xena: Wojownicza księżniczka (Xena: warrior princess) jako Najara
- 1999: Siedmiu wspaniałych (The Magnificent Seven) jako Charlotte Richmond
- 1999: Powrót do Providence (Providence) jako Molly
- 2001: Fenomen żonatego faceta (Mind of the Married Man) jako Sandy
- 2003–2010: Dowody zbrodni (Cold Case) jako Lilly Rush